# Jonas Warrer
Jonas Warrer, né le 22 mars 1979 à Aarhus, est un skipper danois.

## Carrière
Jonas Warrer participe aux Jeux olympiques d'été de 2008 à Pékin et remporte la médaille d'or dans la catégorie du 49er avec Martin Kirketerp Ibsen. Il est médaillé d'argent en 49er aux Championnats du monde de voile 2014. Aux Jeux olympiques d'été de 2016 à Rio de Janeiro, il termine 4e dans la même catégorie.
Le 24 juin 2021, il est nommé porte-drapeau de la délégation danoise aux Jeux olympiques d'été de 2020 à Tokyo par la Fédération des sports du Danemark, conjointement avec l'athlète Sara Slott Petersen.